# Björkegöl (Åseda socken, Småland)
Björkegöl är en sjö i Uppvidinge kommun i Småland och ingår i Alsteråns huvudavrinningsområde. Sjön har en area på 0,118 kvadratkilometer och ligger 214 meter över havet.

## Delavrinningsområde
Björkegöl ingår i det delavrinningsområde (633105-148552) som SMHI kallar för Inloppet i Kiasjön. Medelhöjden är 211 meter över havet och ytan är 105,79 kvadratkilometer. Räknas de 4 avrinningsområdena uppströms in blir den ackumulerade arean 232,62 kvadratkilometer. Badebodaån som avvattnar avrinningsområdet har biflödesordning 2, vilket innebär att vattnet flödar genom totalt 2 vattendrag innan det når havet efter 90 kilometer. Avrinningsområdet består mestadels av skog (88 procent). Avrinningsområdet har 2,47 kvadratkilometer vattenytor vilket ger det en sjöprocent på 2,3 procent.